# ドバイ原油
ドバイ原油（ドバイげんゆ、英語: Dubai Crude）は、ドバイで生産される石油。その価格は湾岸地域からの輸出価格およびアジア地域への輸入価格の基準となるベンチマーク（指標油種）として1980年代半ばから用いられている。なお、世界的に用いられるベンチマークブランドとしては、ブレント原油（ヨーロッパ）とウェスト・テキサス・インターミディエイト（米国）が特に有力である。

## 概要
ドバイ原油は原産地のアラブ首長国連邦ではal-Fateh（アラビア語: الفاتح）として知られている。中東産の原油には通常、仕向地制約（仕向地条項）と呼ばれる荷揚場所（仕向地）の制限が課せられていて、転売などの自由な取引ができないようになっている。ドバイ原油にはそのような制限がなく、全量がスポット取引されているため、指標として定着した。
ドバイ原油そのものの取引は「プラッツ・ウィンドウ」というコンピューターを利用した業者間の相対取引で行われる。その市場価格をもとにしてプラッツ社が発表するのが「ドバイ原油価格」である。ドバイ価格を参考にして、1日あたり約3000万バレル（世界の生産量の約30％）におよぶアジア向け原油の価格が決定されている。
ドバイ原油は、API密度が31度で硫黄含有量が2％（重量ベース）の中質石油である。

## 先物取引
ドバイ原油は生産量が少ない（2010年で平均日量6.5万バレル）ため、指標としての信頼性が疑問視されていた。そこで「プラッツウインドウ上の取引では売り手オプションにより、オマーン原油で代替受け渡しが可能」となっている。
オマーン原油の生産量はドバイ原油よりも大きく（2010年で平均日量58.1万バレル）、DME（ドバイ・マーカンタイル取引所）では2007年よりオマーン原油先物取引 (OQD) が行われている。
ただし、その出来高は年間約26億バレル（2016年）で、年間2000億バレルを越えるブレント原油 (ICE) やWTI (NYMEX) とは大差があり、TOCOM（東京商品取引所）の中東原油先物の年間約140億バレルにも水をあけられている。この理由の一つは、OQDには物理的な原油を取り扱うプレイヤーが多数参加しており、金銭でのポジションの精算以外に物理的な原油の取引も大量に行われていることがあげられる。